# Prix Émile-Ollivier
Le prix Émile-Ollivier a été créé à l’occasion du Forum de la francophonie, le 1er mai 2004, par le Conseil supérieur de la langue française, en collaboration avec le Secrétariat aux affaires intergouvernementales canadiennes du gouvernement du Québec, en l’honneur de l’écrivain canadien d’origine haïtienne Émile Ollivier. Il récompense une œuvre, dans les catégories du roman, de la nouvelle, du récit et de l’essai, publiée en français par une maison d’édition canadienne de l’extérieur du Québec.
Les œuvres soumises doivent se démarquer par une bonne maîtrise de la langue écrite, par leurs qualités littéraires et leur originalité, et contribuer ainsi au rayonnement et à la promotion de la langue française.

## Lauréates et lauréats du prix
- 2005 - Estelle Beauchamp, pour son roman Les Enfants de l'été, publié aux éditions Prise de parole.
- 2006 - Marie-Andrée Donovan, pour son récit Les Soleils incendiés, publié aux éditions David.
- 2007 - Alain Raimbault, pour son récit Le ciel en face, paru aux éditions Bouton d'or Acadie
- 2008 - Andrée Christensen, pour son roman Depuis toujours j'entendais la mer, publié aux Éditions David.
- 2009 - Daniel Marchildon, pour son roman L'eau de vie (Uisge beatha), publié aux Éditions David.
- 2010 - Nicole V. Champeau, pour son essai intitulé Pointe maligne. L'infiniment oubliée. Présence française dans le Haut Saint-Laurent ontarien. Tome 1, publié aux Éditions du Vermillon.
- 2011 - Georgette LeBlanc, pour son recueil Amédé, paru aux éditions Perce-Neige
- 2012 - Michèle Vinet, pour son roman Jeudi Novembre, paru aux éditions Prise de parole